# Olympische Sommerspiele 2008/Leichtathletik – 200 m (Männer)

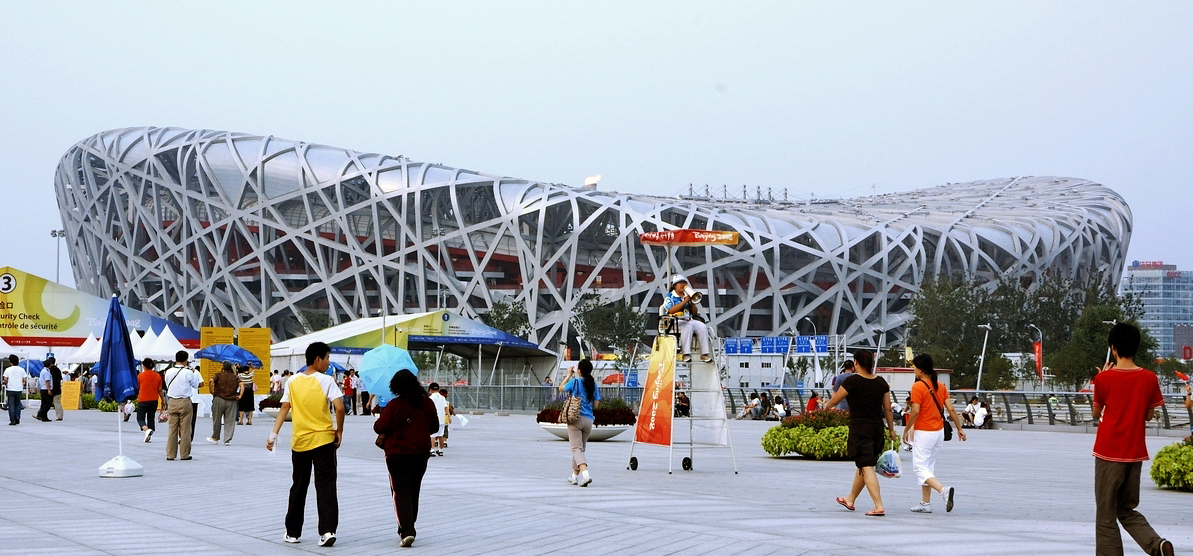
Das Vogelnest – Olympiastadion von Peking

Der 200-Meter-Lauf der Männer bei den Olympischen Spielen 2008 in Peking wurde vom 18. bis zum 20. August 2008 im Nationalstadion Peking ausgetragen. 63 Athleten nahmen daran teil.
Olympiasieger wurde der Jamaikaner Usain Bolt in neuer Weltrekordzeit. Die Silbermedaille gewann Shawn Crawford aus den USA vor seinem Landsmann Walter Dix.

## Aktuelle Titelträger
| Olympiasieger 2004                      | Shawn Crawford ( USA)                     | 19,79 s | Athen 2004          |
| Weltmeister 2007                        | Tyson Gay ( USA)                          | 19,76 s | Ōsaka 2007          |
| Europameister 2006                      | Francis Obikwelu ( Portugal)              | 20,01 s | Göteborg 2006       |
| Panamerikanischer Meister 2007          | Brendan Christian ( Antigua und Barbuda)  | 20,37 s | Rio de Janeiro 2007 |
| Zentralamerika und Karibik-Meister 2008 | Emmanuel Callender ( Trinidad und Tobago) | 20,69 s | Cali 2008           |
| Südamerika-Meister 2007                 | Sandro Viana ( Brasilien)                 | 20,54 s | São Paulo 2007      |
| Asienmeister 2007                       | Kenji Fujimitsu ( Japan)                  | 20,85 s | Amman 2007          |
| Afrikameister 2008                      | Thuso Mpuang ( Südafrika)                 | 20,53 s | Addis Abeba 2008    |
| Ozeanienmeister 2008                    | Jay Stone ( Australien)                   | 21,96 s | Saipan 2008         |

## Rekorde

### Bestehende Rekorde
| Weltrekord         | 19,32 s | Michael Johnson ( USA) | Finale OS Atlanta, USA | 1. August 1996 |
| Olympischer Rekord | 19,32 s | Michael Johnson ( USA) | Finale OS Atlanta, USA | 1. August 1996 |

### Rekordverbesserungen
Es gab einen Welt- und damit auch Olympiarekord. Darüber hinaus wurden zwei Landesrekorde neu aufgestellt.
- Weltrekord:
  - 19,30 s – Usain Bolt (Jamaika), Finale am 20. August bei einem Gegenwind von 0,9 m/s
- Landesrekorde:
  - 20,45 s – Amr Seoud (Ägypten), erstes Viertelfinale am 18. August bei einem Rückenwind von 0,1 m/s
  - 20,11 s – Churandy Martina (Niederländische Antillen), erstes Halbfinale am 19. August bei einem Rückenwind von 0,1 m/s

## Vorrunde
Es fanden acht Vorläufe statt. Die jeweils drei ersten (hellblau unterlegt) sowie die acht zeitschnellsten Athleten (hellgrün unterlegt) qualifizierten sich für die zweite Runde.

### Vorlauf 1

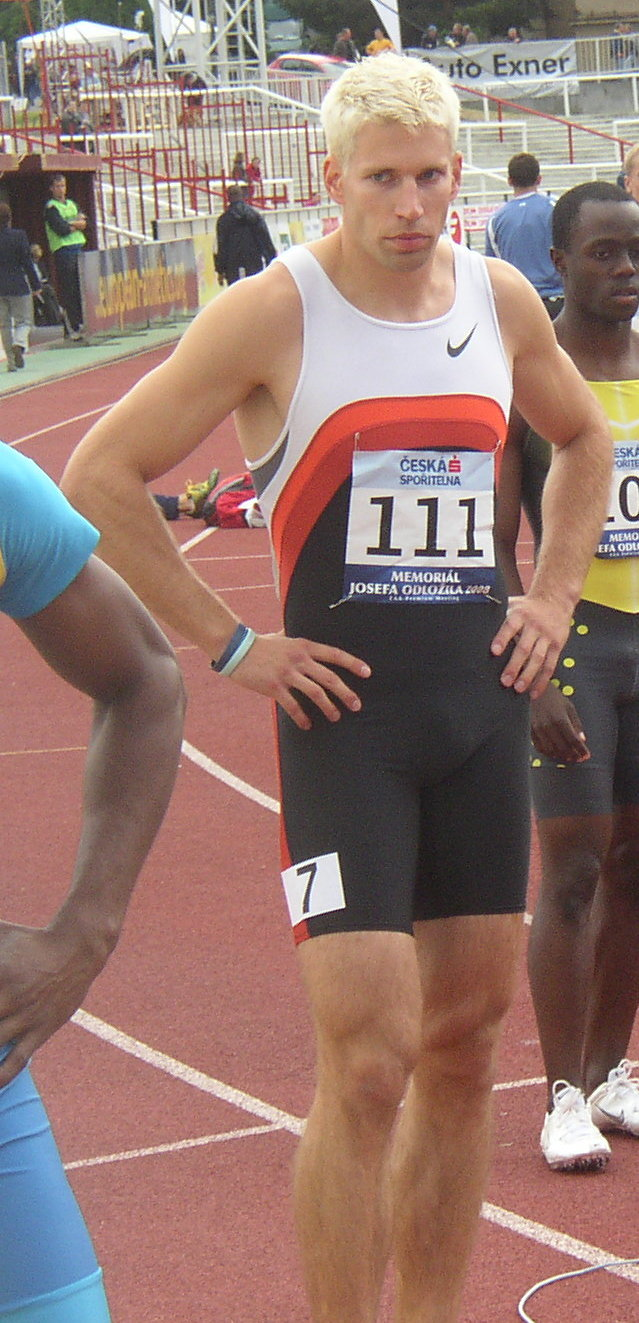
Jiří Vojtík – ausgeschieden als Vierter des ersten Vorlaufs

18. August 2008, 10:05 Uhr
Wind: −0,1 m/s
| Platz | Name               | Nation       | Zeit    |
| ----- | ------------------ | ------------ | ------- |
| 1     | Shawn Crawford     | USA          | 20,61 s |
| 2     | Marcin Jędrusiński | Polen        | 20,64 s |
| 3     | Stéphan Buckland   | Mauritius    | 20,98 s |
| 4     | Jiří Vojtík        | Tschechien   | 21,05 s |
| 5     | Fanuel Kenosi      | Botswana     | 21,09 s |
| 6     | Adam Harris        | Guyana       | 21,36 s |
| 7     | Khalil al-Hanahneh | Jordanien    | 21,55 s |
| 8     | Solomon Bayoh      | Sierra Leone | 22,16 s |

### Vorlauf 2

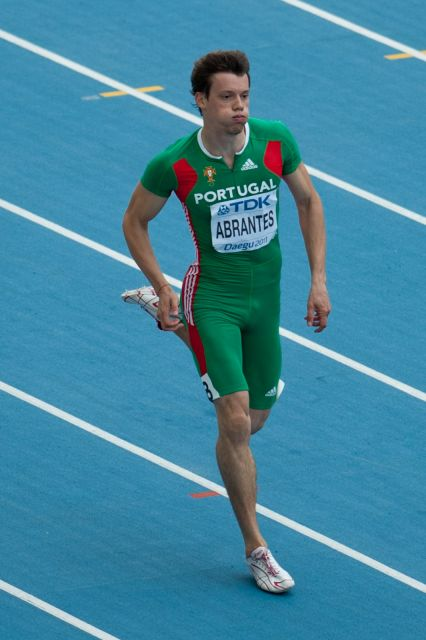
Arnaldo Abrantes – ausgeschieden als Achter des zweiten Vorlaufs

18. August 2008, 10:12 Uhr
Wind: ±0,0 m/s
| Platz | Name                 | Nation         | Zeit    |
| ----- | -------------------- | -------------- | ------- |
| 1     | Brian Dzingai        | Simbabwe       | 20,25 s |
| 2     | Christian Malcolm    | Großbritannien | 20,42 s |
| 3     | Christopher Williams | Jamaika        | 20,53 s |
| 4     | Shinji Takahira      | Japan          | 20,58 s |
| 5     | Amr Seoud            | Ägypten        | 20,75 s |
| 6     | Thuso Mpuang         | Südafrika      | 20,87 s |
| 7     | Daniel Grueso        | Kolumbien      | 21,15 s |
| 8     | Arnaldo Abrantes     | Portugal       | 21,46 s |

### Vorlauf 3

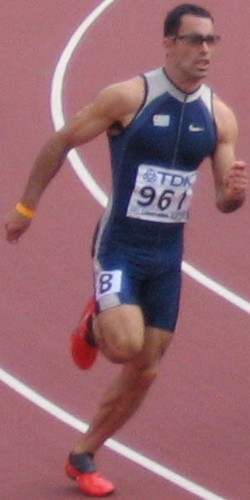
Heber Viera – ausgeschieden als Sechster des dritten Vorlaufs

18. August 2008, 10:19 Uhr
Wind: −0,4 m/s
| Platz | Name              | Nation              | Zeit    |
| ----- | ----------------- | ------------------- | ------- |
| 1     | Marlon Devonish   | Großbritannien      | 20,49 s |
| 2     | Kim Collins       | St. Kitts und Nevis | 20,55 s |
| 3     | Marvin Anderson   | Jamaika             | 20,85 s |
| 4     | Matic Osovnikar   | Slowenien           | 20,89 s |
| 5     | Chris Lloyd       | Dominica            | 20,90 s |
| 6     | Heber Viera       | Uruguay             | 20,93 s |
| 7     | Cristián Reyes    | Chile               | 21,20 s |
| 8     | Franklin Nazareno | Ecuador             | 21,26 s |

### Vorlauf 4

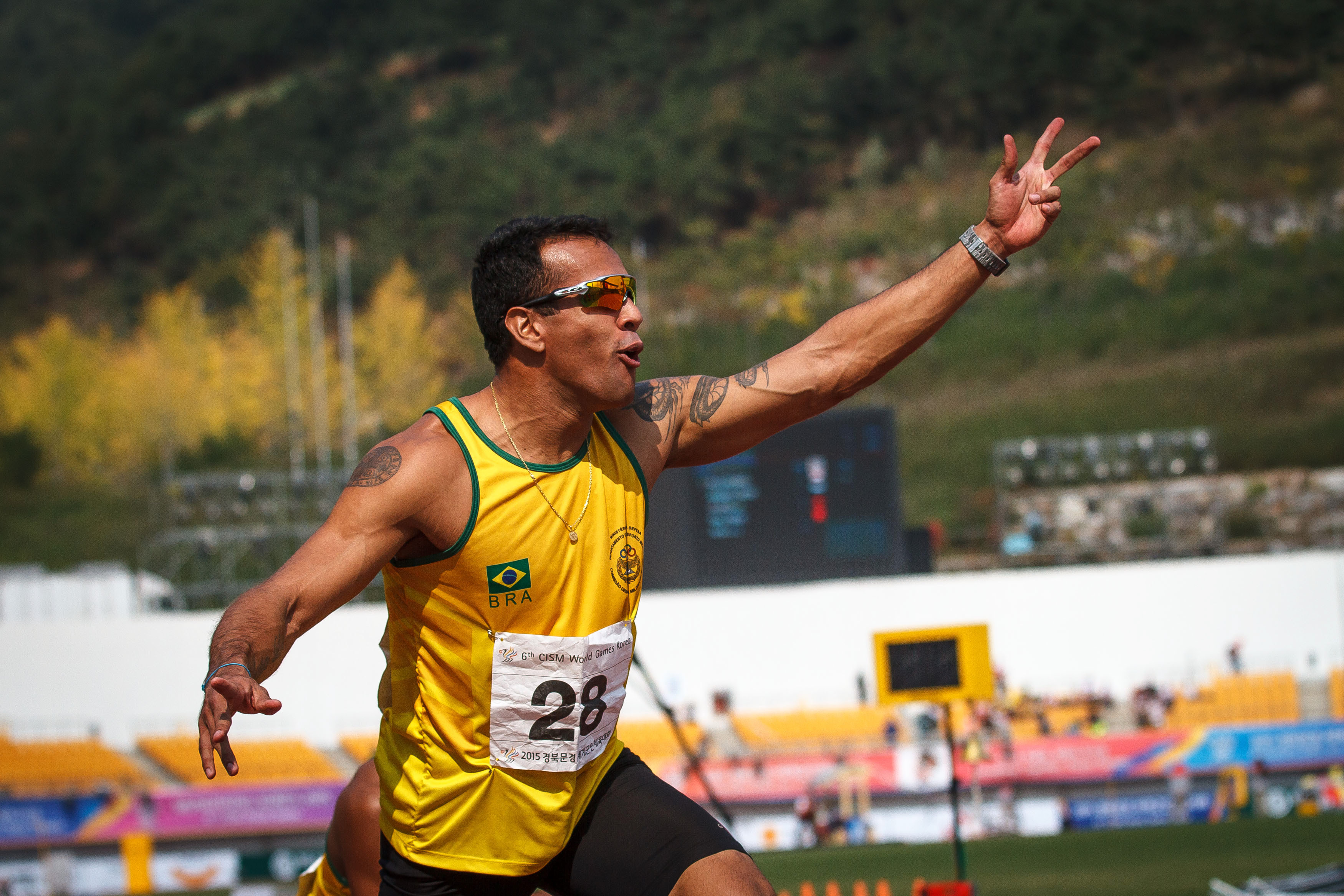
Bruno de Barros – ausgeschieden
als Fünfter des vierten Vorlaufs

18. August 2008, 10:26 Uhr
Wind: −1,1 m/s
| Platz | Name                  | Nation     | Zeit    |
| ----- | --------------------- | ---------- | ------- |
| 1     | Roman Smirnow         | Russland   | 20,76 s |
| 2     | Walter Dix            | USA        | 20,77 s |
| 3     | Rolando Palacios      | Honduras   | 20,81 s |
| 4     | Ángel David Rodríguez | Spanien    | 20,87 s |
| 5     | Bruno de Barros       | Brasilien  | 21,15 s |
| 6     | Dessislaw Gunew       | Bulgarien  | 21,55 s |
| 7     | Wjatscheslaw Murawjow | Kasachstan | 21,68 s |
| 8     | Nicolai Portelli      | Malta      | 22,31 s |

### Vorlauf 5

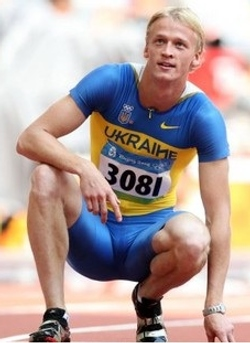
Ihor Bodrow – ausgeschieden als Sechster des fünften Vorlaufs

18. August 2008, 10:33 Uhr
Wind: −0,1 m/s
| Platz | Name                | Nation              | Zeit    | Anmerkung |
| ----- | ------------------- | ------------------- | ------- | --------- |
| 1     | Rondel Sorrillo     | Trinidad und Tobago | 20,58 s |           |
| 2     | Usain Bolt          | Jamaika             | 20,64 s |           |
| 3     | Kristof Beyens      | Belgien             | 20,69 s |           |
| 4     | Marc Schneeberger   | Schweiz             | 20,86 s |           |
| 5     | José Acevedo        | Venezuela           | 21,06 s |           |
| 6     | Ihor Bodrow         | Ukraine             | 21,38 s |           |
| 7     | Mohamad Siraj Tamim | Libanon             | 21,80 s | PB        |
| 8     | Oleg Juravlyov      | Usbekistan          | 22,31 s |           |
| 9     | Juan Miguel Zeledón | Nicaragua           | 23,39 s |           |

### Vorlauf 6

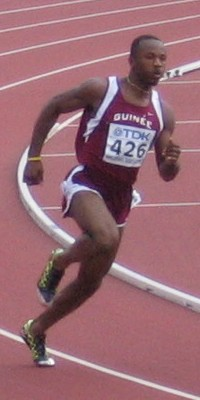
Nabie Foday Fofanah – ausgeschieden als Siebter des sechsten Vorlaufs

18. August 2008, 10:10 Uhr
Wind: −0,5 m/s
| Platz | Name                | Nation   | Zeit    |
| ----- | ------------------- | -------- | ------- |
| 1     | Wallace Spearmon    | USA      | 20,46 s |
| 2     | Jaysuma Saidy Ndure | Norwegen | 20,54 s |
| 3     | Paul Hession        | Irland   | 20,59 s |
| 4     | Seth Amoo           | Ghana    | 20,91 s |
| 5     | Ronalds Arājs       | Lettland | 21,22 s |
| 6     | Jayson Jones        | Belize   | 21,54 s |
| 7     | Nabie Foday Fofanah | Guinea   | 21,68 s |
| DNF   | Bryan Barnett       | Kanada   |         |

### Vorlauf 7

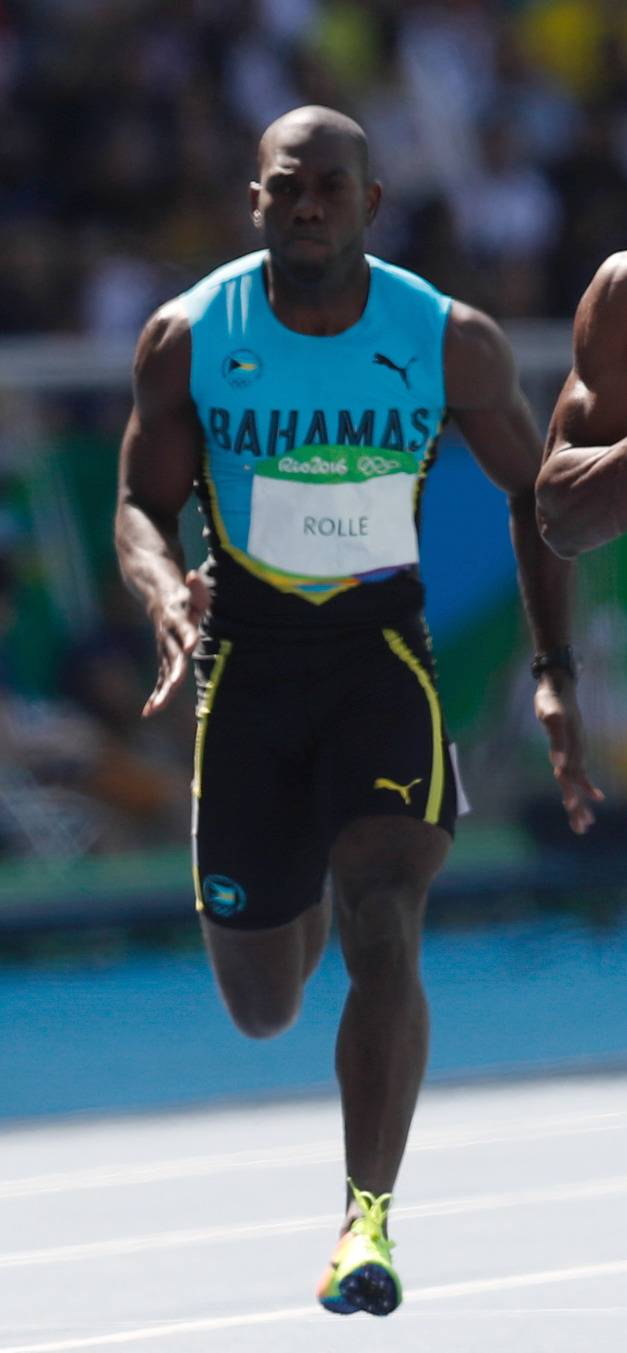
Jamial Rolle – ausgeschieden als Fünfter des siebten Vorlaufs
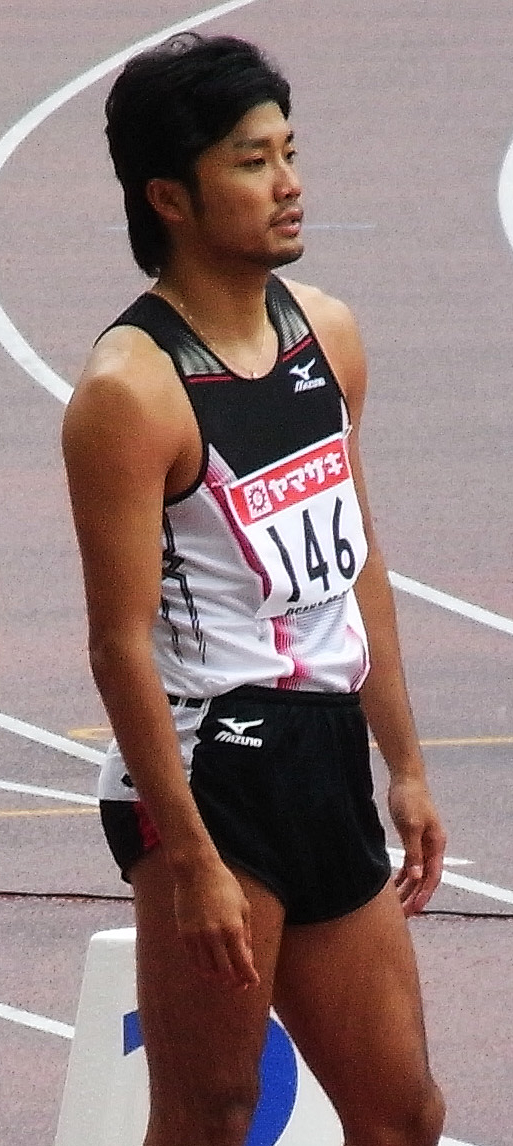
Shingo Suetsugu – ausgeschieden als Sechster des siebten Vorlaufs
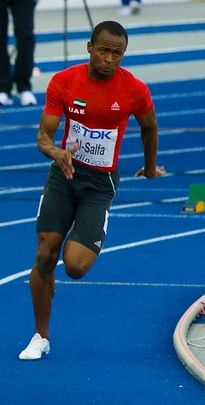
Omar Jouma al-Salfa – ausgeschieden als Siebter des siebten Vorlaufs

18. August 2008, 10:47 Uhr
Wind: −0,7 m/s
| Platz | Name                | Nation                       | Zeit    |
| ----- | ------------------- | ---------------------------- | ------- |
| 1     | Obinna Metu         | Nigeria                      | 20,62 s |
| 2     | Ramil Quliyev       | Aserbaidschan                | 20,78 s |
| 3     | Churandy Martina    | Niederländische Antillen     | 20,78 s |
| 4     | Sandro Viana        | Brasilien                    | 20,84 s |
| 5     | Jamial Rolle        | Bahamas                      | 20,93 s |
| 6     | Shingo Suetsugu     | Japan                        | 20,93 s |
| 7     | Omar Jouma al-Salfa | Vereinigte Arabische Emirate | 21,00 s |
| DNS   | Alexander Nelson    | Großbritannien               |         |

### Vorlauf 8

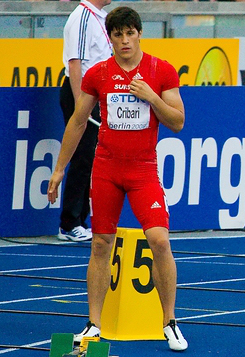
Marco Cribari – ausgeschieden als Fünfter des achten Vorlaufs
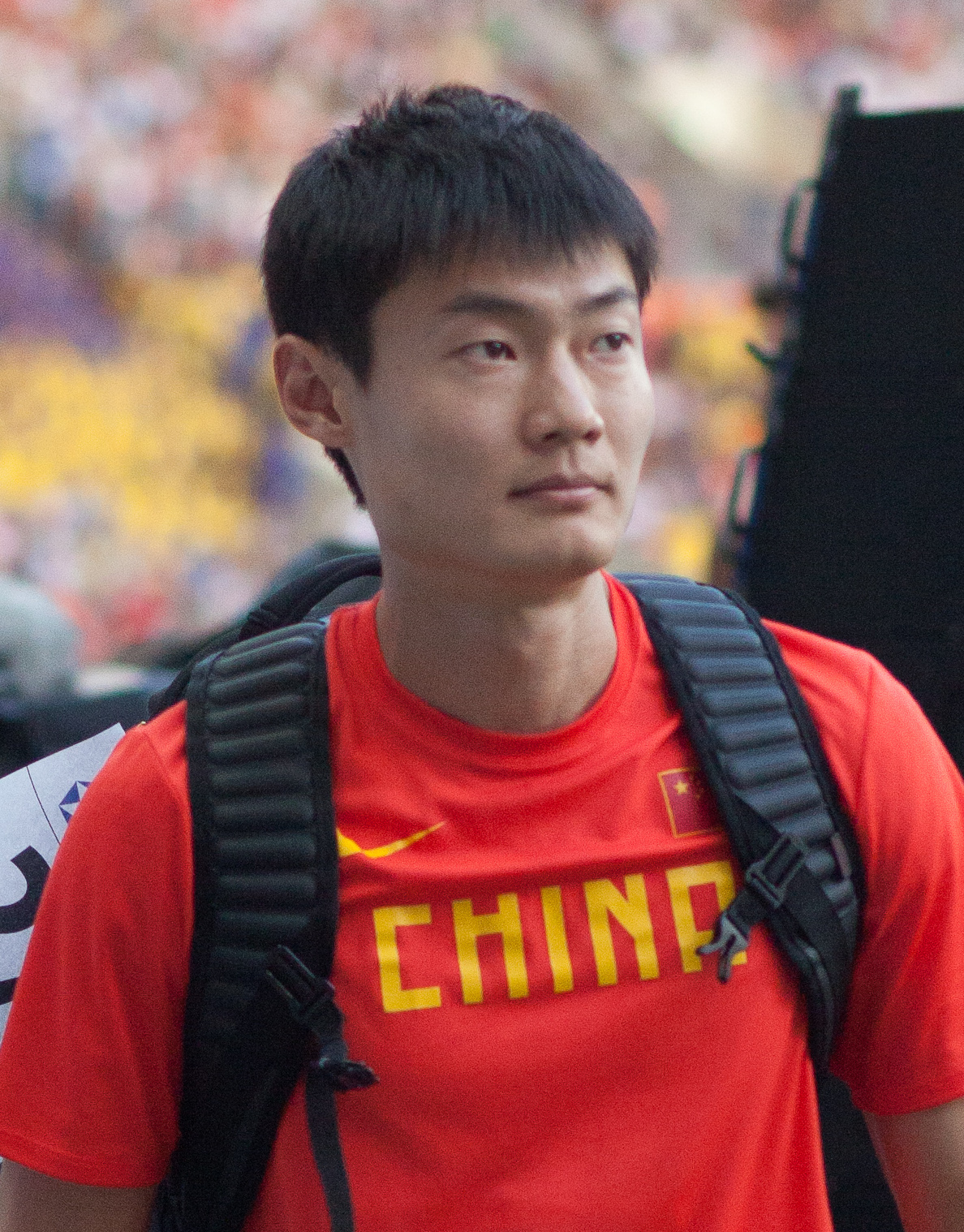
Zhang Peimeng – ausgeschieden als Siebter des achten Vorlaufs

18. August 2008, 10:54 Uhr
Wind: −0,3 m/s
| Platz | Name              | Nation              | Zeit    |
| ----- | ----------------- | ------------------- | ------- |
| 1     | Aaron Armstrong   | Trinidad und Tobago | 20,57 s |
| 2     | Brendan Christian | Antigua und Barbuda | 20,58 s |
| 3     | Jared Connaughton | Kanada              | 20,60 s |
| 4     | Visa Hongisto     | Finnland            | 20,62 s |
| 5     | Marco Cribari     | Schweiz             | 20,98 s |
| 6     | James Dolphin     | Neuseeland          | 20,98 s |
| 7     | Zhang Peimeng     | Volksrepublik China | 21,06 s |
| DNS   | Samuel Francis    | Katar               |         |

## Viertelfinale
Aus den Zwischenläufen qualifizierten sich die jeweils drei ersten (hellblau unterlegt) sowie die vier zeitschnellsten Athleten (hellgrün unterlegt) für das Halbfinale.

### Lauf 1

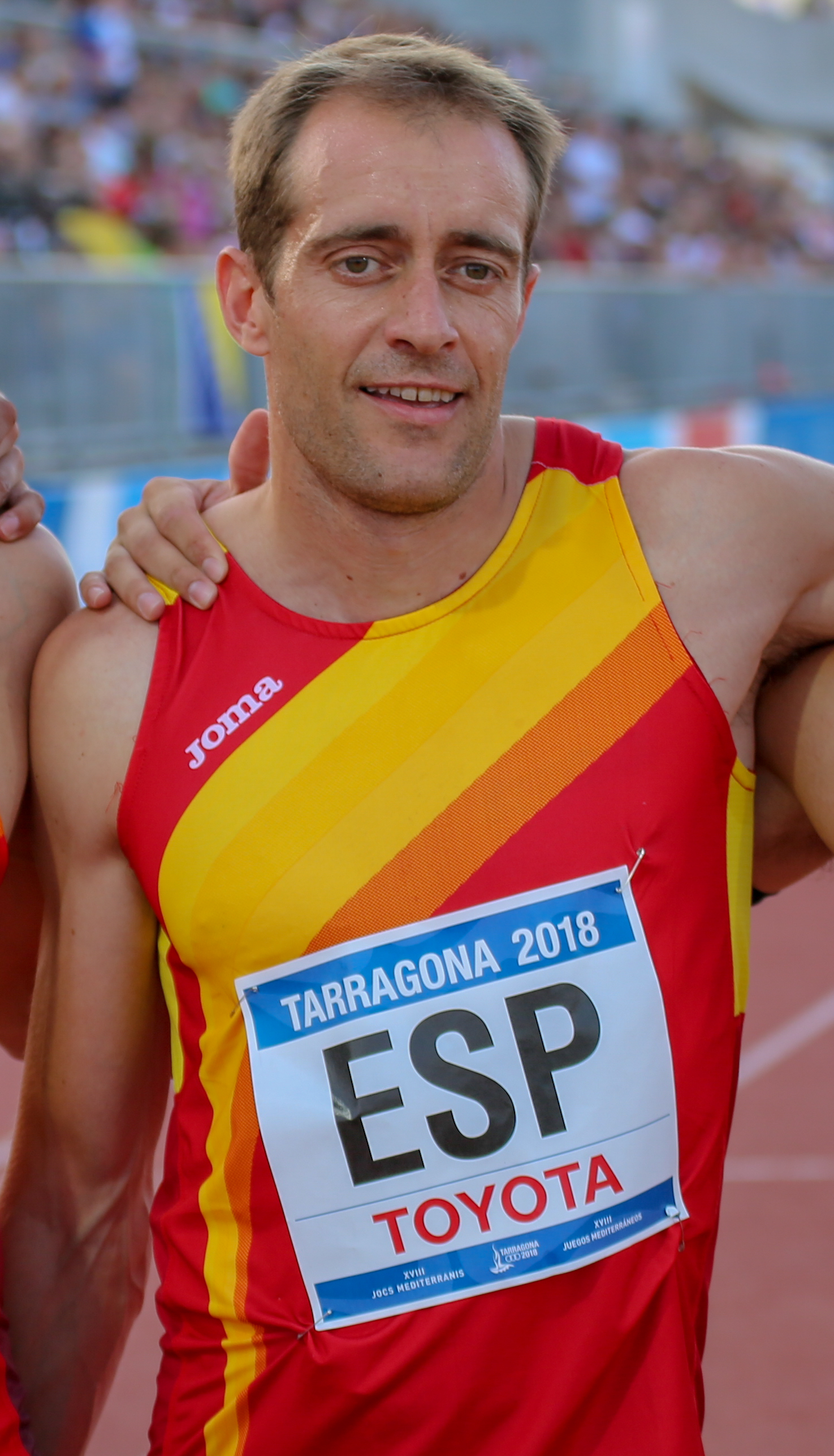
Ángel David Rodríguez – ausgeschieden als Achter des ersten Viertelfinals

18. August 2008, 20:15 Uhr
Wind: +0,1 m/s
| Platz | Name                  | Nation              | Zeit    | Anmerkung |
| ----- | --------------------- | ------------------- | ------- | --------- |
| 1     | Usain Bolt            | Jamaika             | 20,29 s |           |
| 2     | Shawn Crawford        | USA                 | 20,42 s |           |
| 3     | Kim Collins           | St. Kitts und Nevis | 20,43 s |           |
| 4     | Marlon Devonish       | Großbritannien      | 20,43 s |           |
| 5     | Jared Connaughton     | Kanada              | 20,45 s |           |
| 6     | Amr Seoud             | Ägypten             | 20,45 s | NR        |
| 7     | Rolando Palacios      | Honduras            | 20,87 s |           |
| 8     | Ángel David Rodríguez | Spanien             | 20,96 s |           |

### Lauf 2

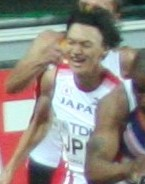
Shinji Takahira – ausgeschieden als Siebter des zweiten Viertelfinals
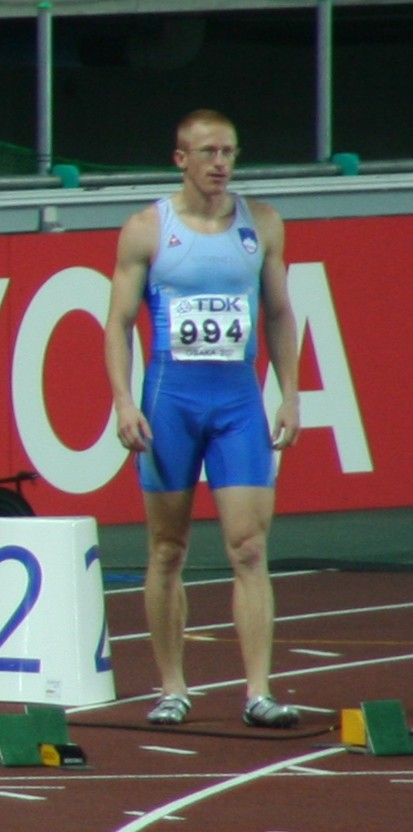
Matic Osovnikar – ausgeschieden als Achter des zweiten Viertelfinals

18. August 2008, 20:12 Uhr
Wind: +0,2 m/s
| Platz | Name                 | Nation         | Zeit    |
| ----- | -------------------- | -------------- | ------- |
| 1     | Brian Dzingai        | Simbabwe       | 20,23 s |
| 2     | Walter Dix           | USA            | 20,27 s |
| 3     | Christopher Williams | Jamaika        | 20,28 s |
| 4     | Christian Malcolm    | Großbritannien | 20,30 s |
| 5     | Stéphan Buckland     | Mauritius      | 20,37 s |
| 6     | Roman Smirnow        | Russland       | 20,62 s |
| 7     | Shinji Takahira      | Japan          | 20,63 s |
| 8     | Matic Osovnikar      | Slowenien      | 20,95 s |

### Lauf 3

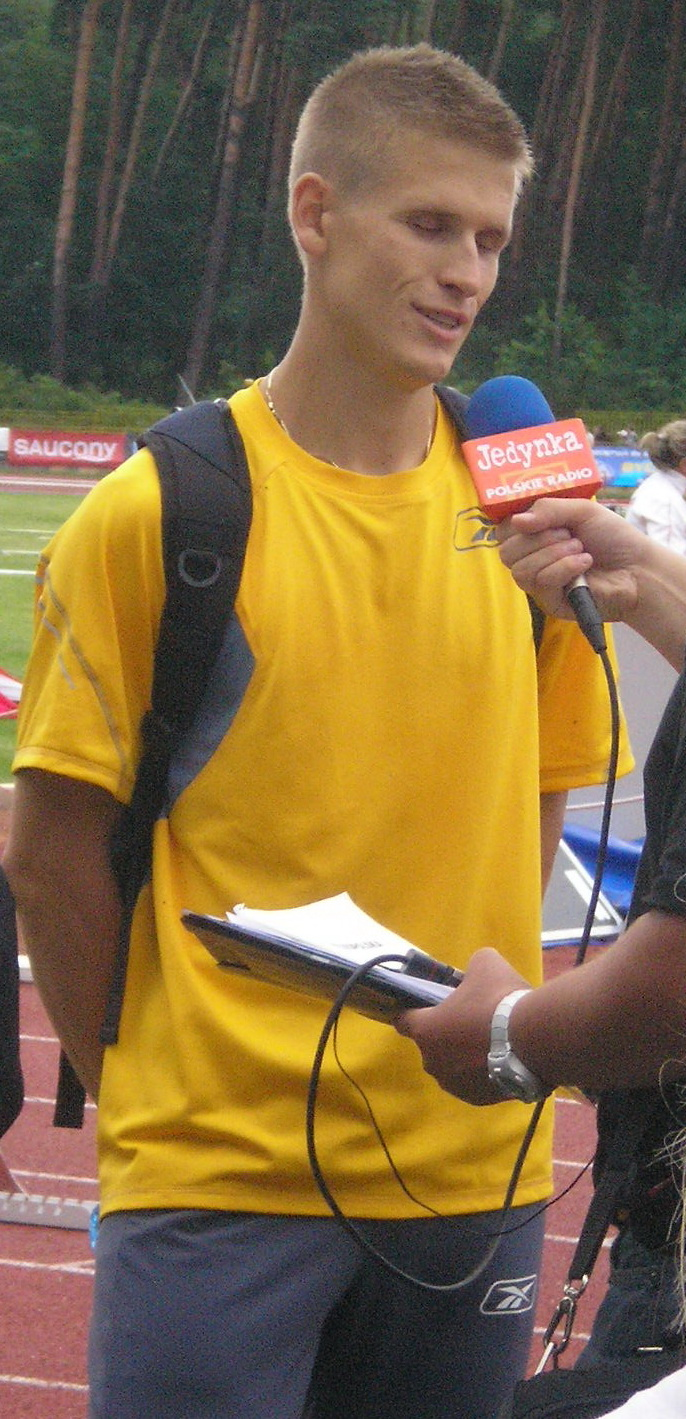
Marcin Jędrusiński – ausgeschieden als Vierter des dritten Viertelfinals
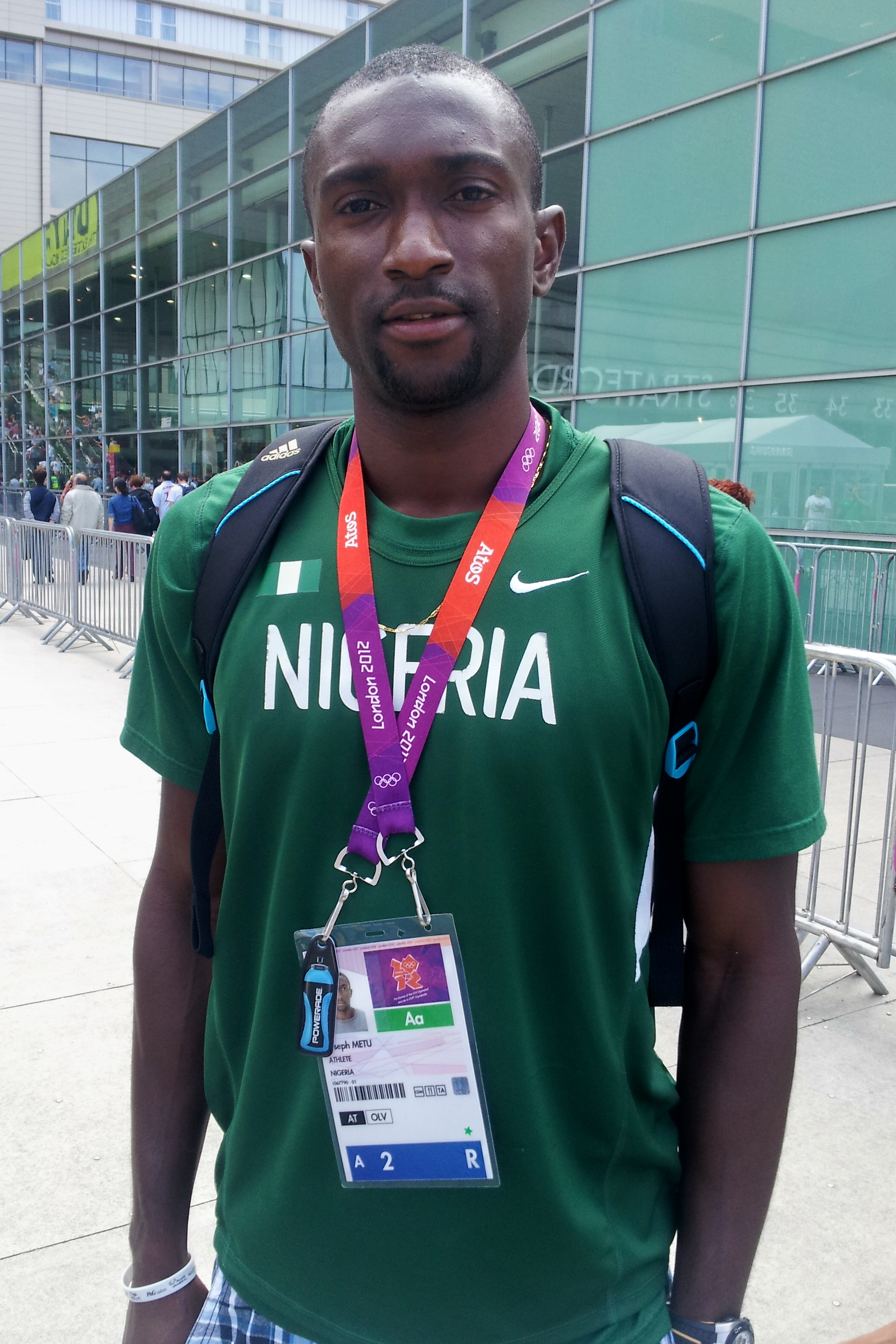
Obinna Metu – ausgeschieden als Sechster des dritten Viertelfinals
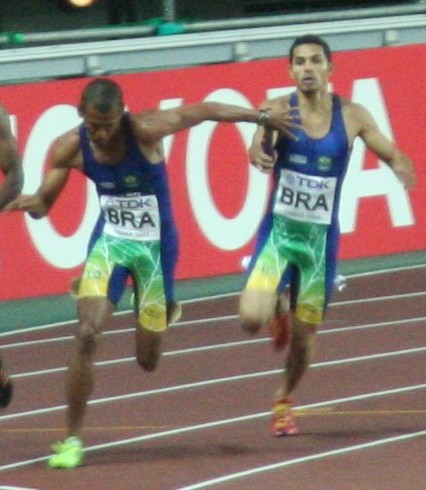
Sandro Viana (links) – ausgeschieden als Achter des dritten Viertelfinals

18. August 2008, 20:19 Uhr
Wind: +0,4 m/s
| Platz | Name               | Nation                   | Zeit    |
| ----- | ------------------ | ------------------------ | ------- |
| 1     | Brendan Christian  | Antigua und Barbuda      | 20,26 s |
| 2     | Churandy Martina   | Niederländische Antillen | 20,42 s |
| 3     | Kristof Beyens     | Belgien                  | 20,50 s |
| 4     | Marcin Jędrusiński | Polen                    | 20,58 s |
| 5     | Aaron Armstrong    | Trinidad und Tobago      | 20,58 s |
| 6     | Obinna Metu        | Nigeria                  | 20,65 s |
| 7     | Sandro Viana       | Brasilien                | 21,07 s |
| 8     | Marc Schneeberger  | Schweiz                  | 21,48 s |

### Lauf 4

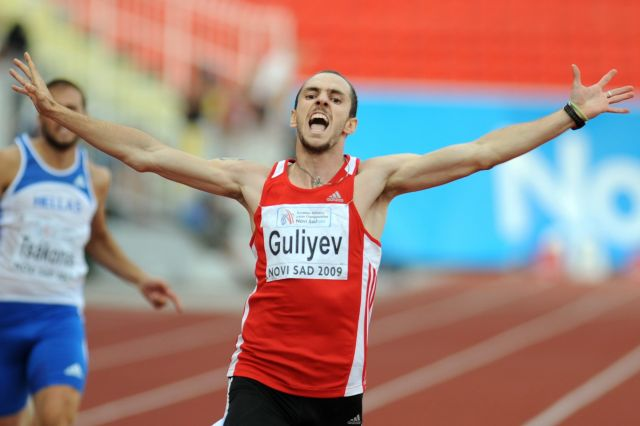
Ramil Quliyev – ausgeschieden als Fünfter des vierten Viertelfinals
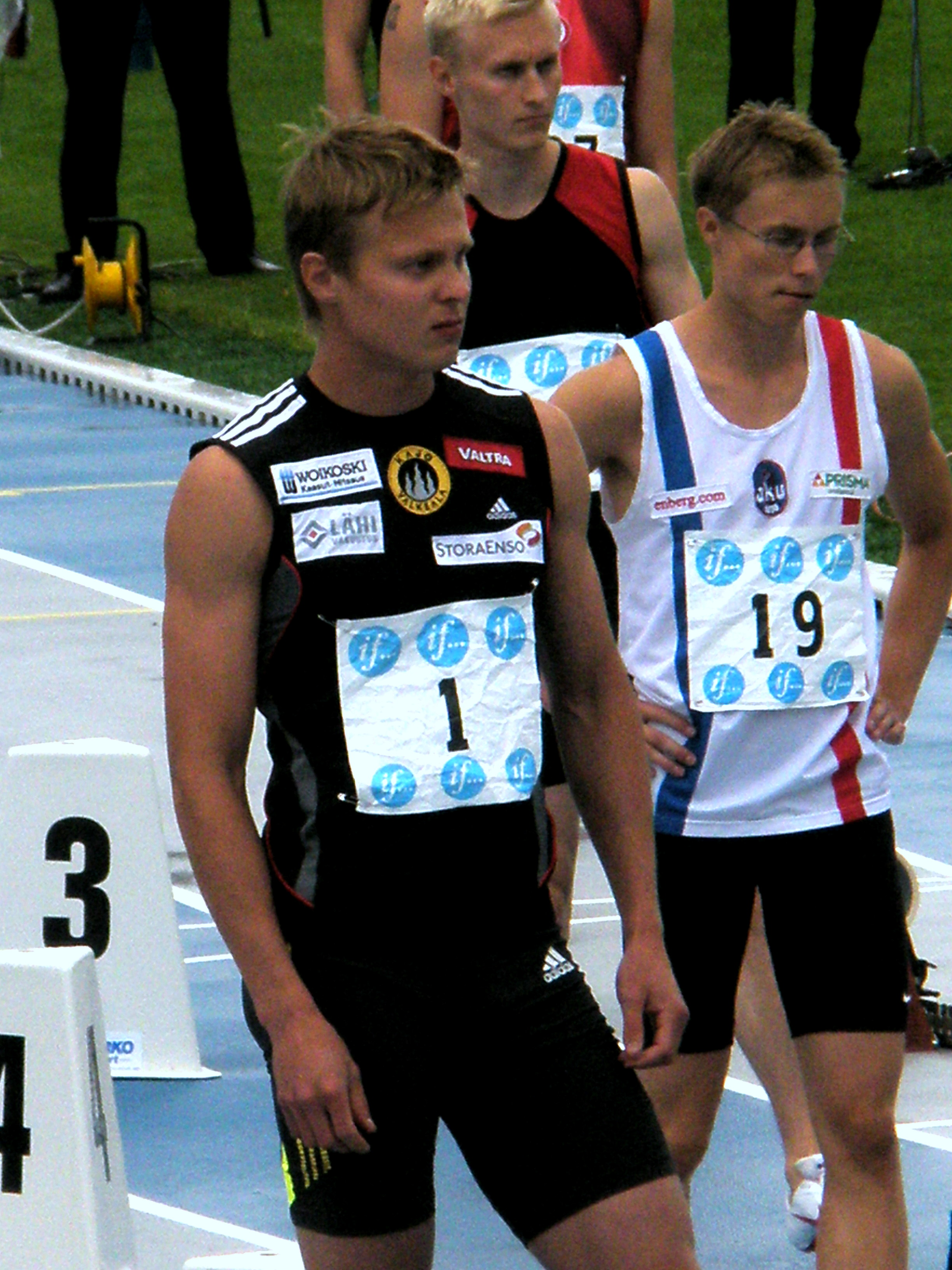
Visa Hongisto – ausgeschieden als Sechster des vierten Viertelfinals
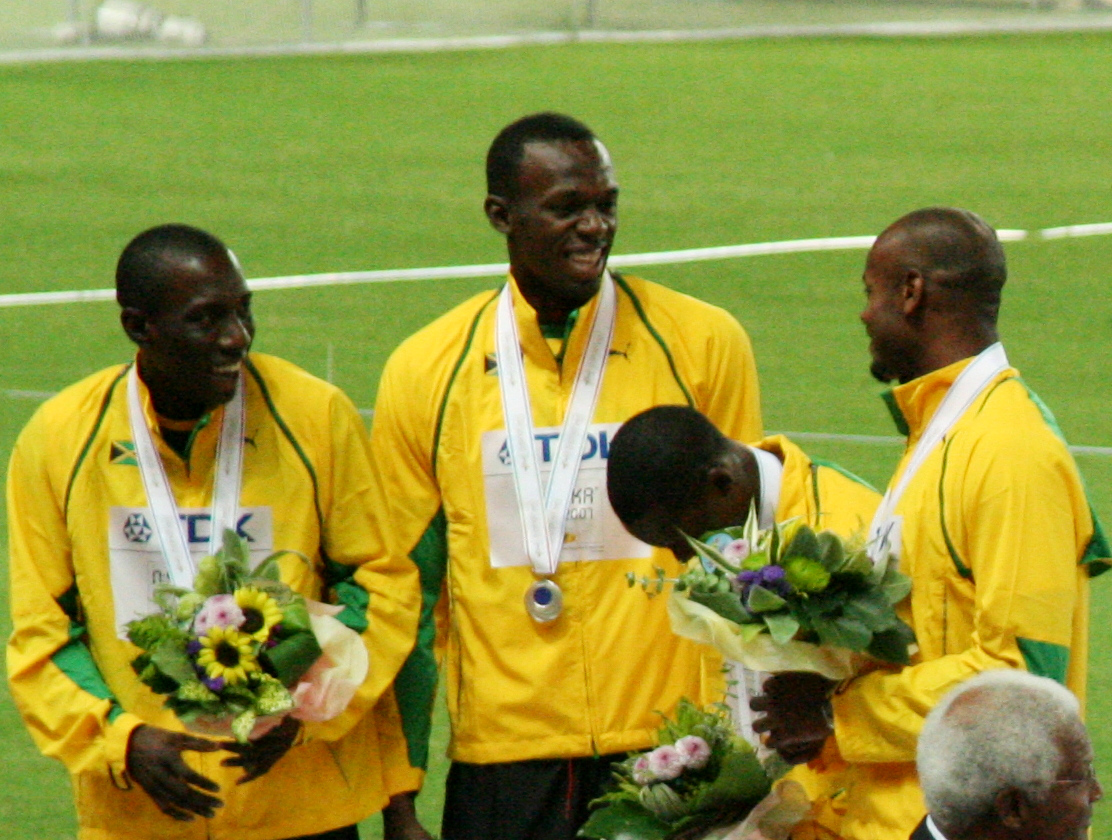
Marvin Anderson (ganz links) – im vierten Viertelfinale verletzungsbedingt nicht im Ziel

18. August 2008, 20:26 Uhr
Wind: +0,3 m/s
| Platz | Name                | Nation              | Zeit (s) | Anmerkung                      |
| ----- | ------------------- | ------------------- | -------- | ------------------------------ |
| 1     | Paul Hession        | Irland              | 20,32    |                                |
| 2     | Wallace Spearmon    | USA                 | 20,39    |                                |
| 3     | Jaysuma Saidy Ndure | Norwegen            | 20,45    |                                |
| 4     | Rondel Sorrillo     | Trinidad und Tobago | 20,63    |                                |
| 5     | Ramil Quliyev       | Aserbaidschan       | 20,66    |                                |
| 6     | Visa Hongisto       | Finnland            | 20,76    |                                |
| 7     | Thuso Mpuang        | Südafrika           | 21,04    |                                |
| DNF   | Marvin Anderson     | Jamaika             |          | verletzungsbedingt abgebrochen |

## Halbfinale
Aus den Halbfinalläufen qualifizierten sich die jeweils vier besten Sprinter (hellblau unterlegt) für das Finale.

### Lauf 1
19. August 2008, 21:25 Uhr
Wind: +0,1 m/s
| Platz | Name                 | Nation                   | Zeit    | Anmerkung |
| ----- | -------------------- | ------------------------ | ------- | --------- |
| 1     | Churandy Martina     | Niederländische Antillen | 20,11 s | NR        |
| 2     | Brian Dzingai        | Simbabwe                 | 20,17 s |           |
| 3     | Walter Dix           | USA                      | 20,19 s |           |
| 4     | Christian Malcolm    | Großbritannien           | 20,25 s |           |
| 5     | Paul Hession         | Irland                   | 20,38 s |           |
| 6     | Christopher Williams | Jamaika                  | 20,45 s |           |
| 7     | Jared Connaughton    | Kanada                   | 20,58 s |           |
| 8     | Kristof Beyens       | Belgien                  | 20,69 s |           |

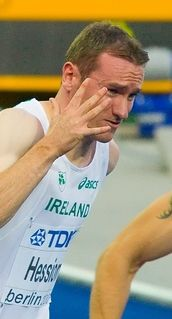
Paul Hession – ausgeschieden als Fünfter des ersten Halbfinals

Weitere im ersten Halbfinale ausgeschiedene Sprinter:

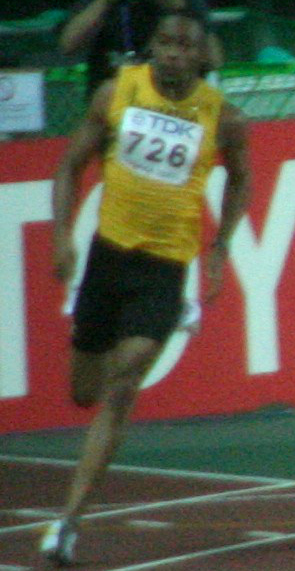
Christopher Williams – Rang sechs
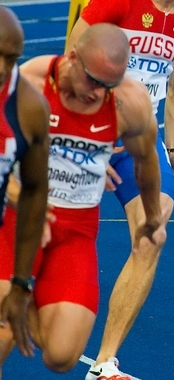
Jared Connaughton – Rang sieben
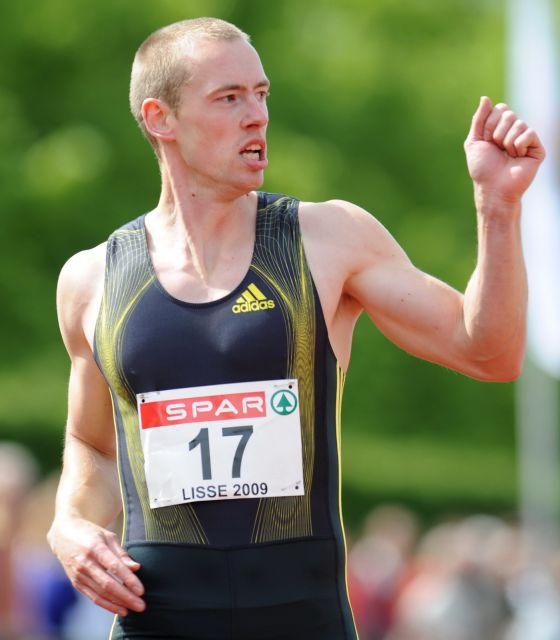
Kristof Beyens – Rang acht

### Lauf 2

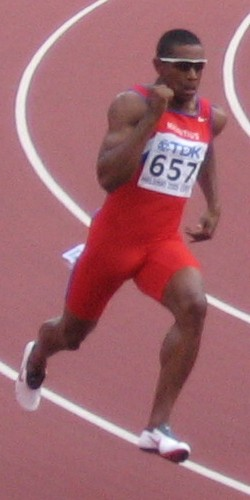
Stéphan Buckland – ausgeschieden als Sechster des zweiten Halbfinals
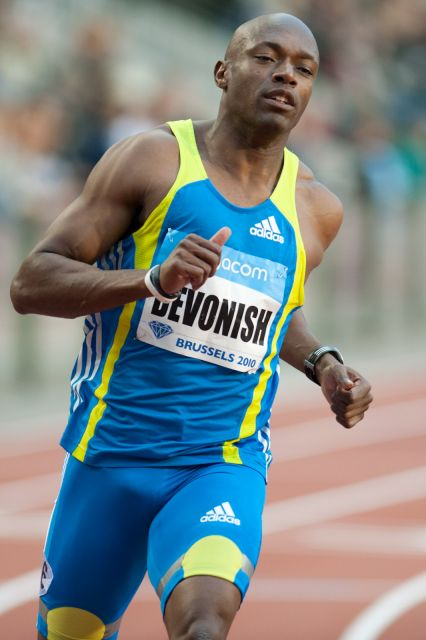
Marlon Devonish – ausgeschieden als Siebter des zweiten Halbfinals
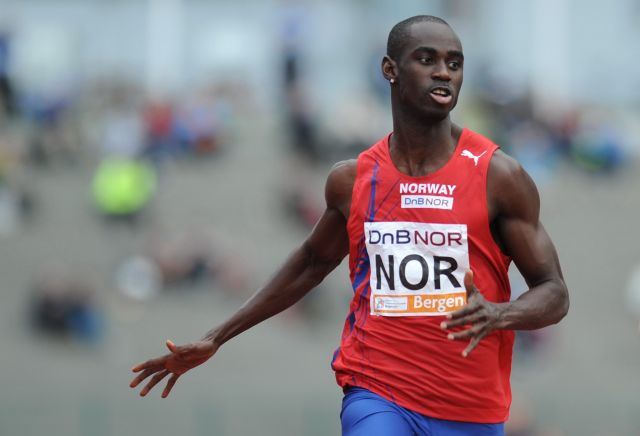
Jaysuma Saidy Ndure konnte sein Startrecht im zweiten Halbfinale nicht wahrnehmen

19. August 2008, 21:33 Uhr
Wind: +0,1 m/s
| Platz | Name                | Nation              | Zeit    |
| ----- | ------------------- | ------------------- | ------- |
| 1     | Usain Bolt          | Jamaika             | 20,09 s |
| 2     | Shawn Crawford      | USA                 | 20,12 s |
| 3     | Wallace Spearmon    | USA                 | 20,14 s |
| 4     | Kim Collins         | St. Kitts und Nevis | 20,25 s |
| 5     | Brendan Christian   | Antigua und Barbuda | 20,29 s |
| 6     | Stéphan Buckland    | Mauritius           | 20,48 s |
| 7     | Marlon Devonish     | Großbritannien      | 20,57 s |
| DNS   | Jaysuma Saidy Ndure | Norwegen            |         |

## Finale
20. August 2008, 22:20 Uhr
Wind: −0,9 m/s
| Platz | Name              | Nation                   | Zeit    | Anmerkung                        |
| ----- | ----------------- | ------------------------ | ------- | -------------------------------- |
| 1     | Usain Bolt        | Jamaika                  | 19,30 s | WR                               |
| 2     | Shawn Crawford    | USA                      | 19,96 s |                                  |
| 3     | Walter Dix        | USA                      | 19,98 s |                                  |
| 4     | Brian Dzingai     | Simbabwe                 | 20,22 s |                                  |
| 5     | Christian Malcolm | Großbritannien           | 20,40 s |                                  |
| 6     | Kim Collins       | St. Kitts und Nevis      | 20,59 s |                                  |
| DSQ   | Churandy Martina  | Niederländische Antillen |         | IAAF Regel 163.3b Bahnübertreten |
| DSQ   | Wallace Spearmon  | USA                      |         | IAAF Regel 163.3b Bahnübertreten |

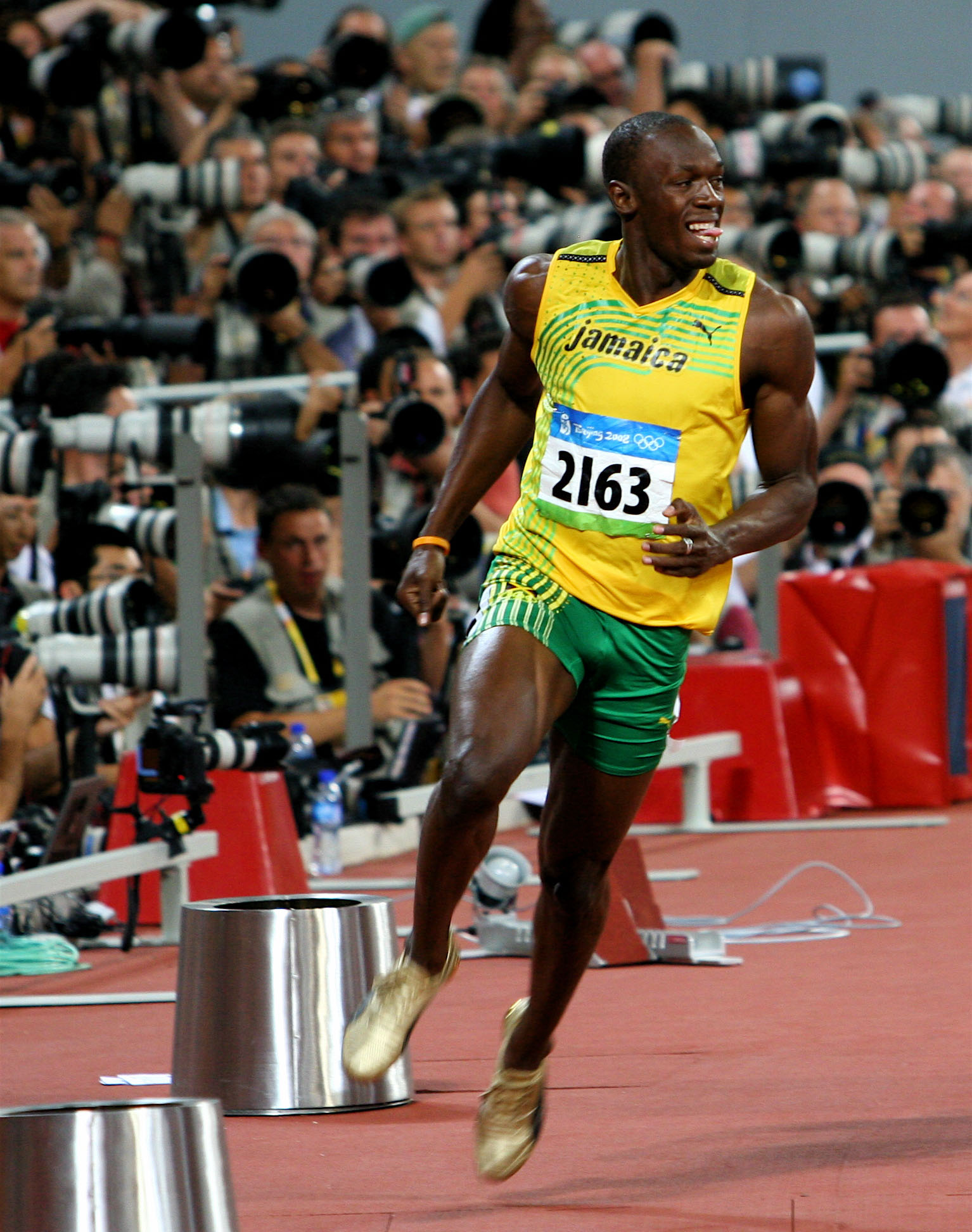
Usain Bolt – auch über 200 Meter unangefochtener Olympiasieger

Favorit für dieses Rennen war nach seinem grandiosen Sieg über die kurze Sprintstrecke Vizeweltmeister Usain Bolt aus Jamaika. Auch über 200 Meter hatte er in den Vor- und Zwischenläufen mit seinen Gegner fast gespielt – so hatte es jedenfalls gewirkt. Als stärkster Gegner kristallisierte sich nach seinem starken Halbfinallauf Churandy Martina von den Niederländischen Antillen heraus, der über 100 Meter den vierten Platz belegt hatte. Ebenfalls stark einzuschätzen waren vor allem die beiden US-Amerikaner Wallace Spearmon, WM-Dritter von 2007 und Vizeweltmeister von 2005, sowie Shawn Crawford, Olympiasieger von 2004 und hier in Peking Drittschnellster der Halbfinals.
Das Finale bestritten drei US-Amerikaner sowie je ein Läufer aus Jamaika, Großbritannien, den Niederländischen Antillen, Simbabwe und St. Kitts and Nevis.
Schon aus der Startkurve kam Usain Bolt mit einem großen Vorsprung auf die Zielgerade. Diesmal unterließ er seine aufreizenden Spielchen vor Überqueren der Ziellinie und lief das Rennen voll zu Ende. Dafür wurde er mit der Unterbietung des bestehenden Weltrekords um zwei Hundertstelsekunden belohnt. Mehr als eine halbe Sekunde nach ihm war zunächst Martina in 19,82 s vor Spearmon in 19,95 s im Ziel. Jedoch wurde Spearmon wegen Verlassens seiner Bahn disqualifiziert. Die US-Mannschaft legte Protest ein – erfolglos, denn der Beweis der Regelverletzung wurde erbracht. Dabei wurde allerdings auch erkannt, dass Martina ebenso seine Bahn verlassen hatte. So wurde darüber hinaus auch Martina disqualifiziert. Die Silbermedaille ging jetzt an Shawn Crawford, der lange an zweiter Stelle gelegen hatte und auf der Zielgerade von den nun disqualifizierten Martina und Spearmon verdrängt worden war. Bronze gewann wie schon über 100 Meter Spearmons Landsmann Walter Dix. Das NOK der Niederländischen Antillen legte Protest ein, der am 6. März 2009 vom Internationalen Sportgerichtshof CAS abgewiesen wurde. Platz vier belegte Brian Dzingai aus Simbabwe vor dem Briten Christian Malcolm.
Usain Bolt siegte mit einem Vorsprung von 66 Hundertstelsekunden auf den Silbermedaillengewinner. Es war der größte Vorsprung, der jemals in einem olympischen Finale über 200 Meter erreicht wurde.

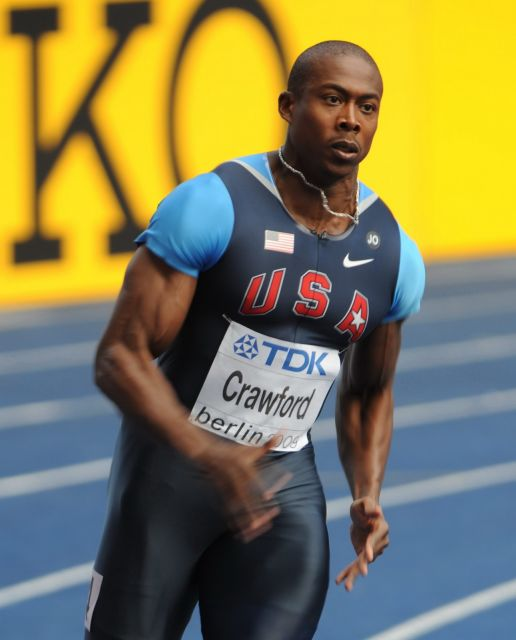
Silbermedaillengewinner Shawn Crawford
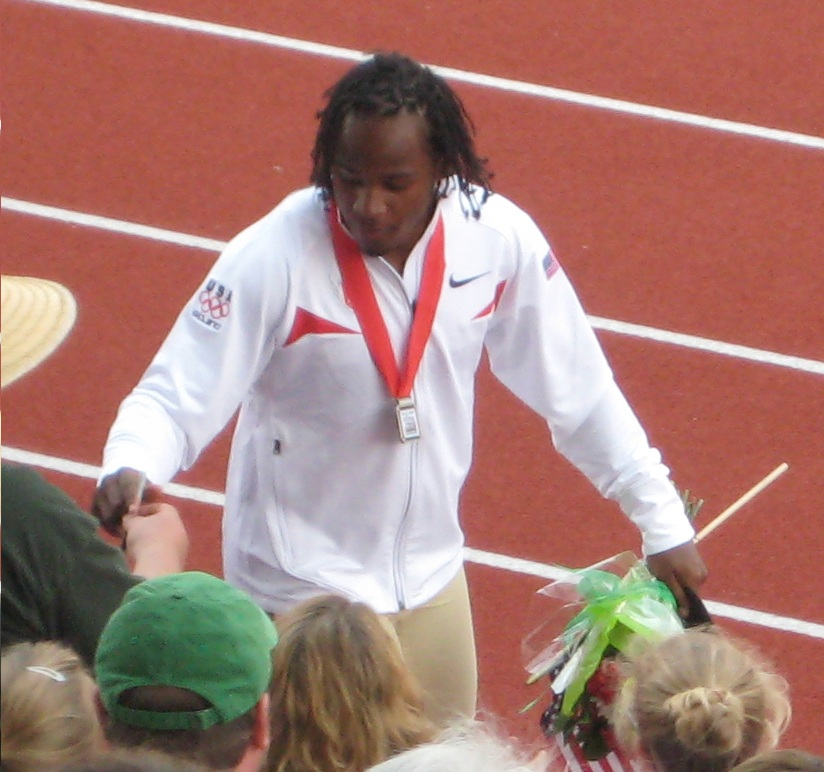
Bronzemedaillengewinner Walter Dix
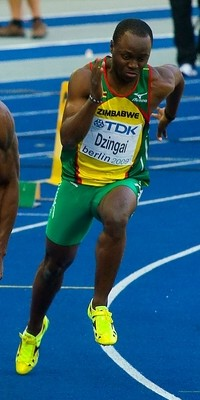
Brian Dzingai erreichte Platz vier
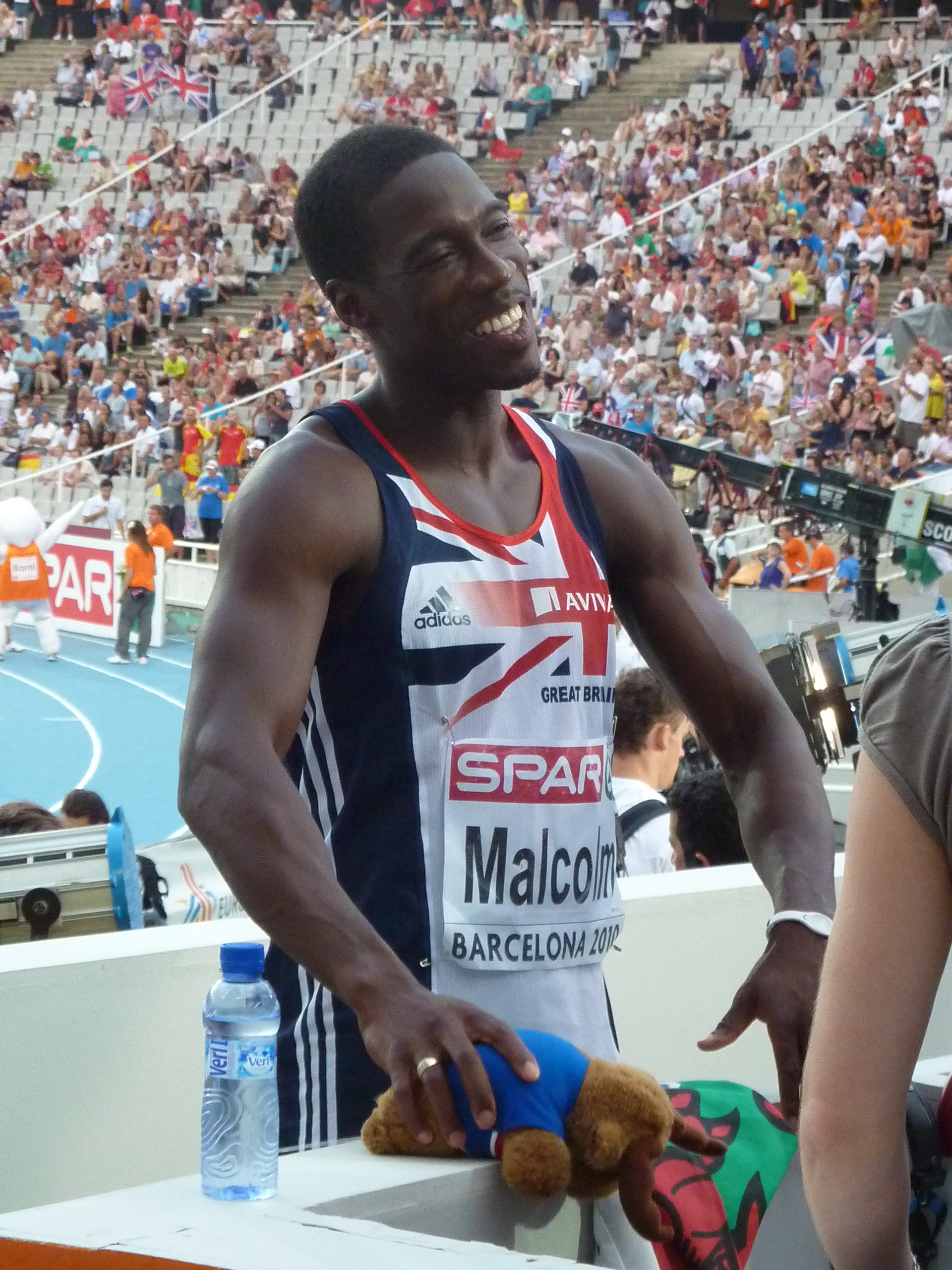
Christian Malcolm wurde Fünfter

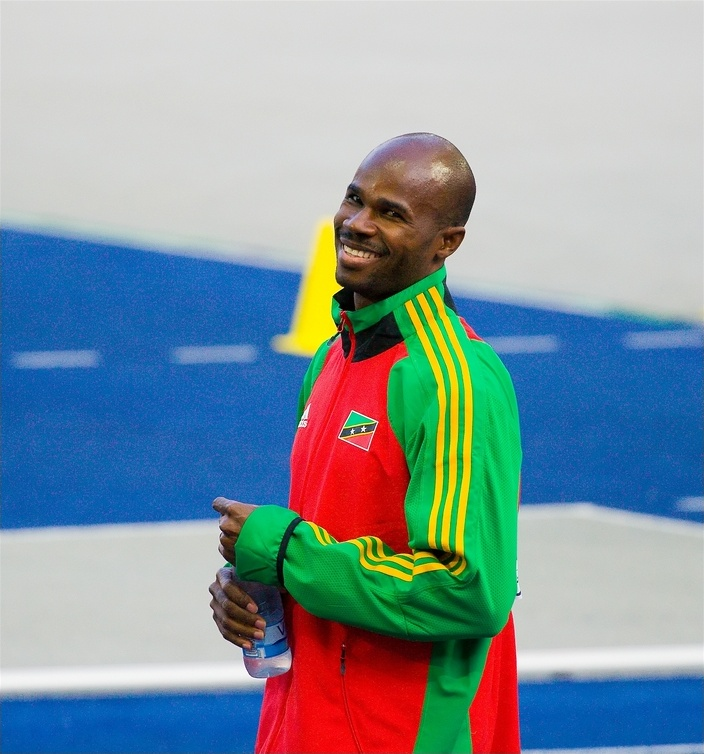
Der sechstplatzierte Kim Collins
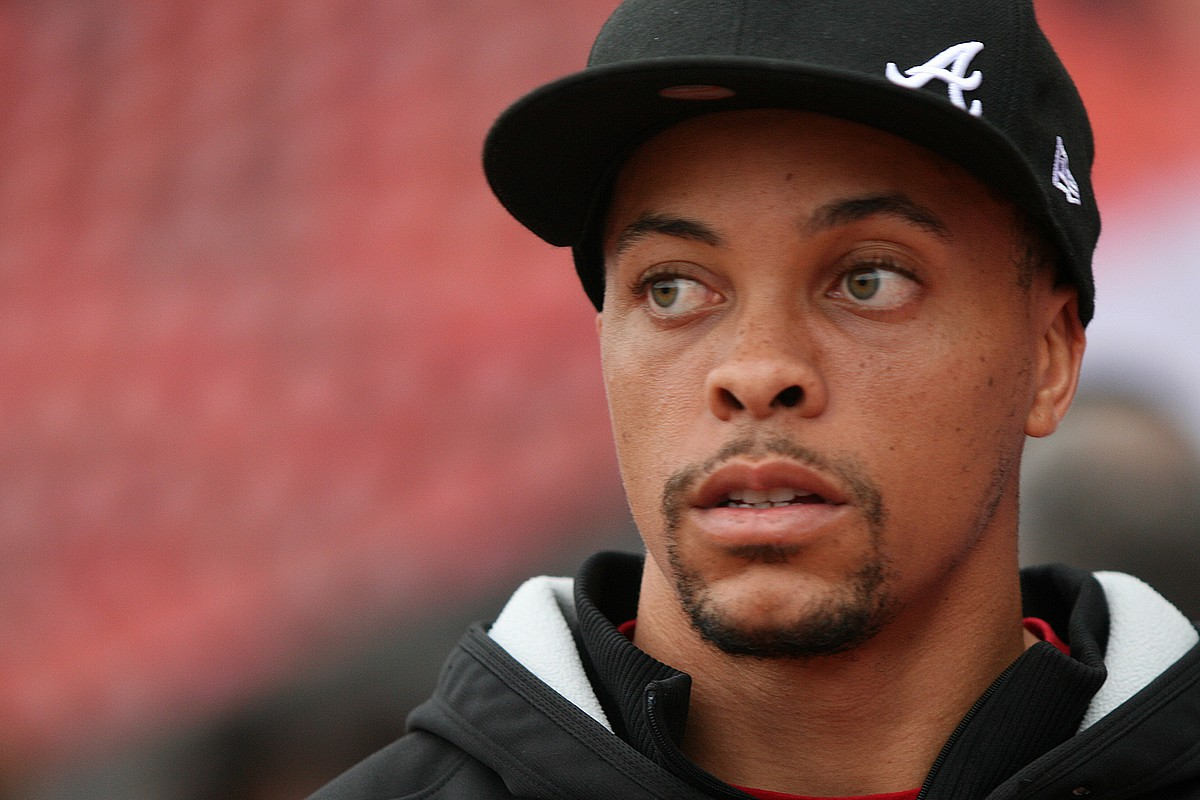
Wallace Spearmon – im Finale disqualifiziert wegen Verlassens seiner Bahn
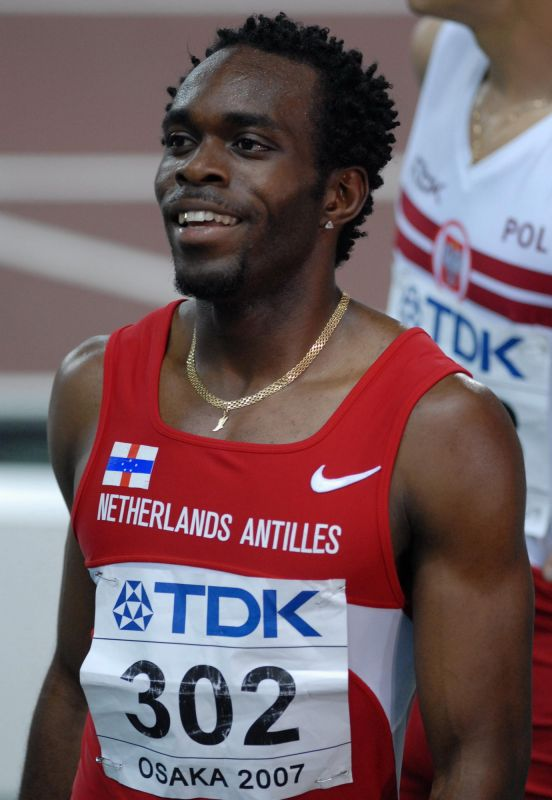
Churandy Martina – ebenfalls wegen Bahnbegrenzungsübertretung disqualifiziert

## Videolinks
- Athletics – Men's 200M Final – Beijing 2008 Summer Olympic Games, youtube.com, abgerufen am 3. März 2022
- Usain Bolt Wins 100m/200m Gold – Beijing 2008 Olympics, youtube.com, abgerufen am 3. März 2022
- Athletics – Men's 200M Final – Beijing 2008 Summer Olympic Games, youtube.com, abgerufen am 29. Mai 2018